# Формиат магния
Формиат магния — неорганическое соединение,
соль магния и муравьиной кислоты с формулой Mg(HCOO)2,
бесцветные кристаллы,
растворяется в воде,
образует кристаллогидраты.

## Физические свойства
Формиат магния образует бесцветные кристаллы
моноклинной сингонии,
пространственная группа P 21/n,
параметры ячейки a = 1,1359 нм, b = 0,9885 нм, c = 1,4584 нм, β = 91,370°, Z = 12 (при 196 К)
.
Растворяется в воде, не растворяется в этаноле.
Образует кристаллогидрат состава Mg(HCOO)2•2H2O.